# ۱۳۷۶ (میلادی)
۱۳۷۶ (میلادی) هزار وسیصد و هفتاد و ششمین سال تقویم میلادی است.

## درگذشتگان
- ادوارد، شاهزاده سیاه، پسر ادوارد سوم انگلستان و شاهزاده ویلز

‎